# Topònims de Sant Martí de Canals
Llistat de topònims del territori del poble de Sant Martí de Canals, de l'antic terme municipal del mateix nom, actualment integrat en el de Conca de Dalt, del Pallars Jussà, presents a la Viquipèdia.

## Cabanes
- Cabana Moixí

## Esglésies

### Romàniques
- Sant Martí de Canals

### D'altres èpoques
- Sant Joanet

## Masies (pel que fa als edificis)
- Casa de la Manduca

## Ponts
- Pont de la Casa

## Geografia

### Camps de conreu
| - Tros de Basturs - Cantamoixona - Les Clotes | - Tros de la Llebre - Martinatx - Miret | - Murgulla - El Pou | - Els Prats - Tarter |

### Corrents d'aigua
| - Barranc de Miret | - Barranc de Sant Martí |  |  |

### Costes
- La Costa

### Diversos
| - Feixancs de la Tremor | - Plantat de Pins | - Les Quadres | - Sant Vicent |

### Entitats de població
- Sant Martí de Canals

### Masies (pel que fa al territori)
- Casa de la Manduca

### Partides rurals
| - Les Boïgues - Les Carants - Comassa - La Costa - Les Feixetes - Font de Davall | - Les Fonts - Fuses - Llavaés - Lleres - Els Millars | - Narçà - Les Omets - Els Oms - Les Ortiguetes - El Pou de Gel | - Santamaria - Sarransot - Serradill - Serrat de la Creu - Trullars |

### Serres
- Serrat de la Creu

### Vies de comunicació
| - Carretera d'Aramunt - Camí d'Aramunt | - Camí de Narçà - Carretera de Pessonada | - Camí vell de Pessonada - Camí de la Pobla de Segur al Llac | - Carretera de Sant Martí de Canals |